# Harold Lockwood

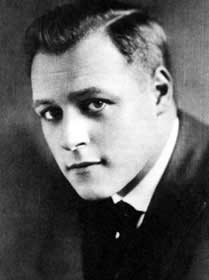
Harold Lockwood

Harold Lockwood (* 12. April 1887 in Newark, New Jersey; † 19. Oktober 1918 in New York) war ein US-amerikanischer Schauspieler der frühen Stummfilmzeit.

## Leben
Lockwood wurde durch Auftritte wie in dem von Allan Dwan gedrehten Film David Harum (1915) zu einem der beliebtesten Schauspieler seiner Zeit. Zusammen mit May Allison bildete er eines der ersten romantischen Filmduos. Während des Ersten Weltkriegs spielten Allison und Lockwood in rund 25 weiteren Filmen zusammen. Trotz anderslautender Gerüchte hatten die beiden allerdings zu keinem Zeitpunkt eine Affäre miteinander. Lockwood gehörte zu jenen Stummfilmgrößen, die in dem Meisterwerk des Stummfilmregisseurs David Wark Griffith, Intoleranz (1916), einen Gastauftritt hatten. Zu seinen Schauspielkollegen in anderen Filmen gehörten unter anderem Mary Pickford, Wallace Reid, Douglas Fairbanks senior und Robert Harron.
Im Oktober 1918 starb Lockwood im Alter von 31 Jahren an der Spanischen Grippe, die bis Anfang der zwanziger Jahre in den Vereinigten Staaten auftrat und weltweit rund 50 Millionen Menschenleben forderte; sein Grab befindet sich auf dem Woodlawn Cemetery im New Yorker Stadtbezirk Bronx.